# Elgin National Watch Company
La Elgin National Watch Company (Compañía Nacional de Relojes de Elgin), conocida comúnmente como Elgin Watch Company, fue un importante fabricante de relojes estadounidense desde 1864 hasta 1968. La empresa vendió relojes con los nombres de Elgin, Lord Elgin y Lady Elgin. Durante casi 100 años, el complejo de fabricación de la empresa en Elgin, Illinois, fue la factoría más grande del mundo dedicada a la producción de relojes.

## Historia

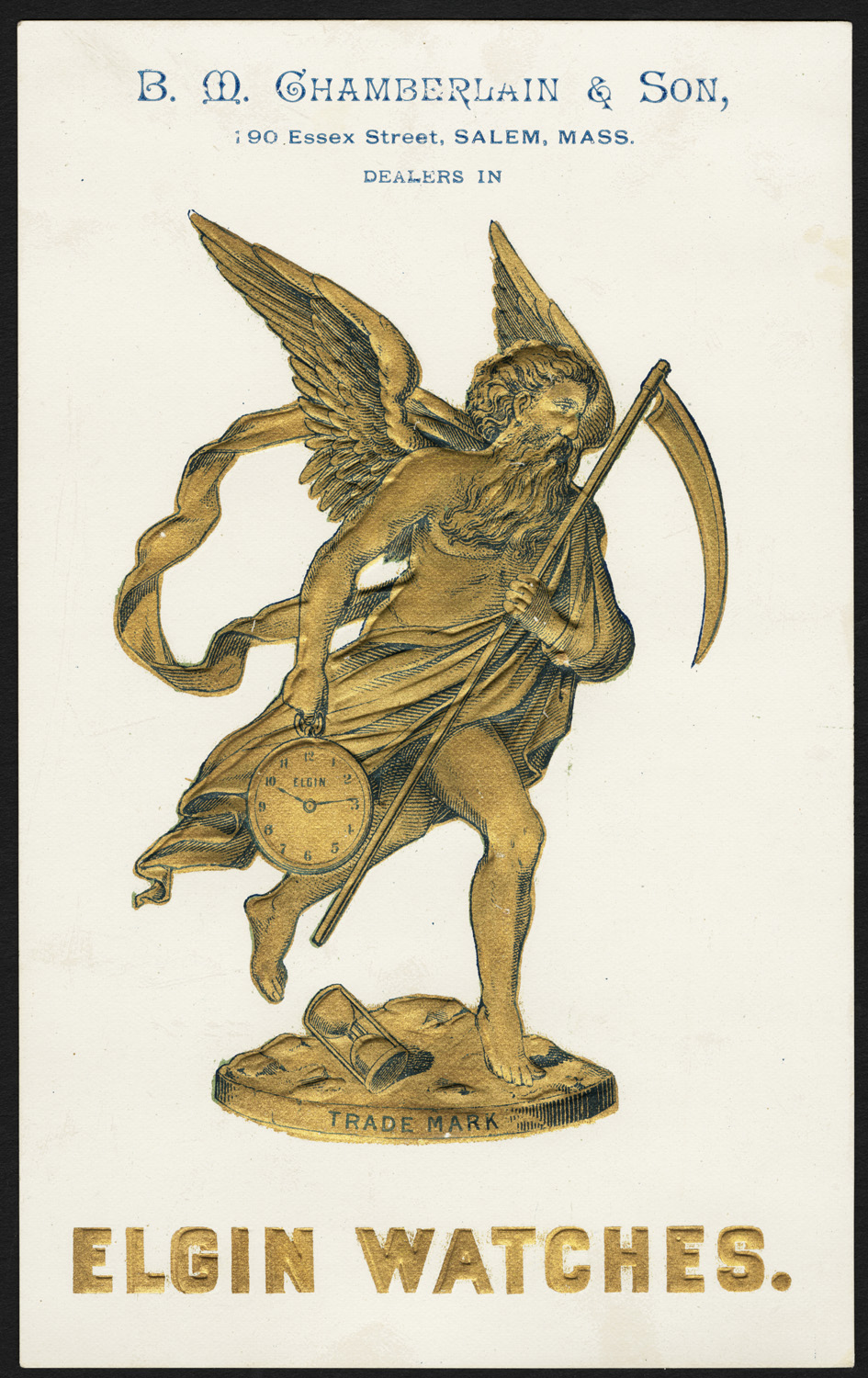
Tarjeta de visita del con el logotipo de Elgin

La empresa se constituyó en agosto de 1864 como National Watch Company en Chicago, Illinois, siendo sus siete fundadores Philo Carpenter (el primer farmacéutico de Illinois y un abolicionista declarado); Howard Zoroaster Culver (propietario de un negocio de encuadernación y papelería); Benjamin W. Raymond (un político elegido dos veces alcalde de Chicago); George M. Wheeler (explorador y cartógrafo pionero de los Estados Unidos); Thomas S. Dickerson (inversor); Edward H. Williams (médico y ejecutivo ferroviario); y Salias W. Robbins (abogado y juez). En septiembre del mismo año, visitaron la Waltham Watch Company en Waltham (Massachusetts) y pudieron convencer a siete de los relojeros de la compañía relojera para que vinieran a trabajar en la nueva empresa.
La ciudad joven y en crecimiento de Elgin (Illinois), a unas 30 millas al noroeste de Chicago, fue elegida como el emplazamiento de la fábrica. Inicialmente, como parte del acuerdo, se le pidió a la ciudad que donara 35 acres (unos 142.000 m2) de tierra para la construcción de la fábrica. La ciudad eligió una granja abandonada, aunque los propietarios se negaron a vender la propiedad a menos que la ciudad comprara la totalidad de sus 71 acres por 3.550 dólares. Cuatro empresarios de Elgin acordaron adquirir la propiedad y luego donaron los 35 acres previstos a la compañía de relojes. La compañía se reorganizó en abril de 1865 y completó la fábrica en 1866. El primer movimiento, entregado en 1867, recibió el nombre de B.W. Raymond, en honor a Benjamin W. Raymond. El reloj era un diseño de placa completa de tamaño 18. En 1869, la National Watch Company ganó el premio "Best Watches, Illinois Manufacture" en la 17ª edición anual de la Feria Estatal de Illinois, y recibió una medalla de plata. La empresa cambió oficialmente su nombre a Elgin National Watch Company en 1874, ya que el nombre de Elgin se había convertido en algo común para sus relojes.

## Historia posterior
La empresa construyó el Elgin National Watch Company Observatory en 1910 para mantener tiempos científicamente precisos en sus relojes. La empresa produjo muchos de los movimientos de reloj de pulsera automáticos fabricados en los Estados Unidos, comenzando con los calibres 607 y 618 (que eran de cuerda manual) y los calibres 760 y 761 (con 30 y 27 rubíes respectivamente).
Durante la Segunda Guerra Mundial, la empresa suspendió toda la fabricación civil y se dedicó a la industria de defensa, produciendo relojes de pulsera, cronómetros, espoletas para proyectiles de artillería, altímetros y otros instrumentos de aviación, así como los cojinetes de zafiro utilizados en los sistemas de apuntar los cañones.
Con el tiempo, la empresa operó varias plantas adicionales, principalmente en Elgin. Sin embargo, también ubicó plantas adicionales en Aurora (Illinois) y en Lincoln (Nebraska). En 1963 trasladó la mayor parte de las operaciones de fabricación a una nueva planta en Blaney, una ciudad cercana a Columbia (Carolina del Sur), que pasó a llamarse Elgin (Carolina del Sur). La fábrica original de Elgin, que había quedado obsoleta, se cerró en 1964, después de haber producido la mitad del número total de relojes de bolsillo fabricados en los Estados Unidos (sin considerar los relojes de un dólar). La planta, incluida su icónica torre del reloj, fue demolida en 1966. La firma mantuvo un edificio alquilado en Elgin que albergaba oficinas y departamentos de encajonado, montaje, envío, servicio y material comercial hasta aproximadamente 1970.
La compañía interrumpió toda la fabricación en Estados Unidos en 1968 y vendió los derechos del nombre "Elgin", que posteriormente se revendieron varias veces. Los derechos finalmente fueron adquiridos por la compañía MZ Berger Inc., que fabrica sus relojes en China y los distribuye fuera de los concesionarios de relojes tradicionales. Los relojes de la marca Elgin producidos después de 1968 no tienen ninguna conexión con la Elgin Watch Company.
El nombre de la ciudad de Elgin (Dakota del Norte) deriva de la marca de relojes. Asimismo, el jugador de baloncento Elgin Baylor, miembro del Salón de la Fama de la NBA, recibió su nombre tomado a partir de la denominación de la Elgin National Watch Company.

## Galería

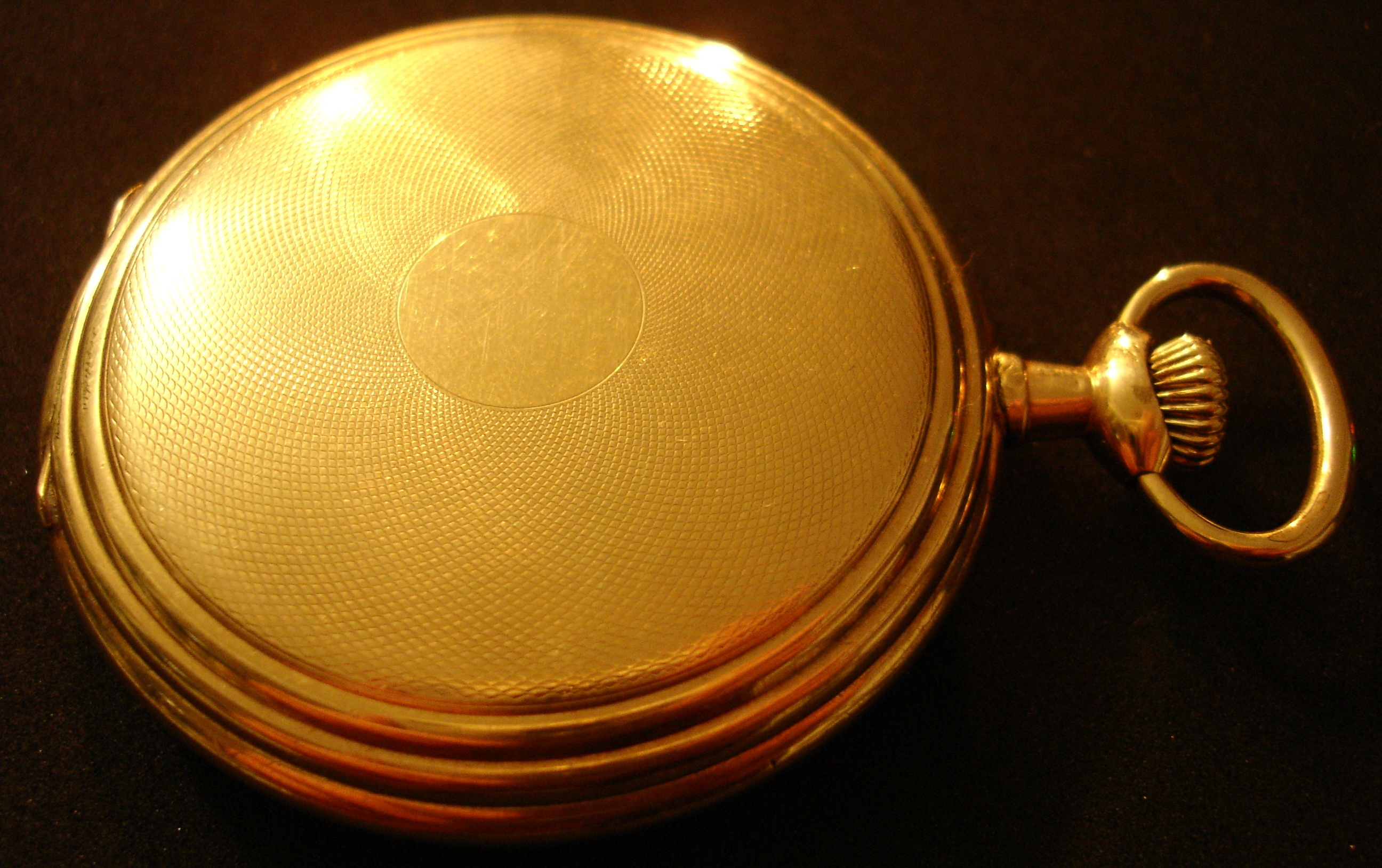
Parte frontal de un reloj de bolsillo Elgin de 1911 en una caja cerrada de estilo cazador con el vástago ubicado en la posición de las 3 en punto.
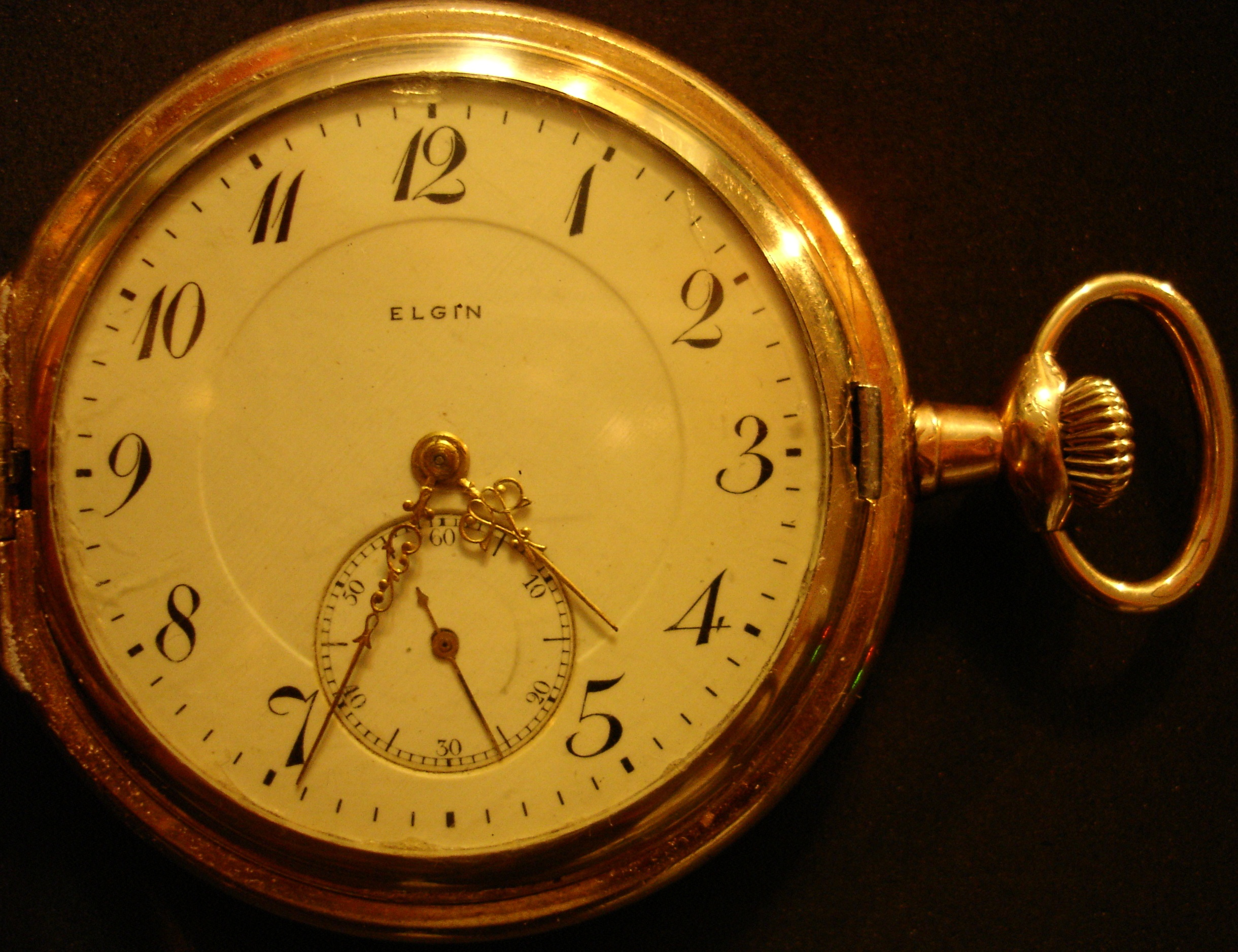
Reloj de bolsillo con la tapa abierta.
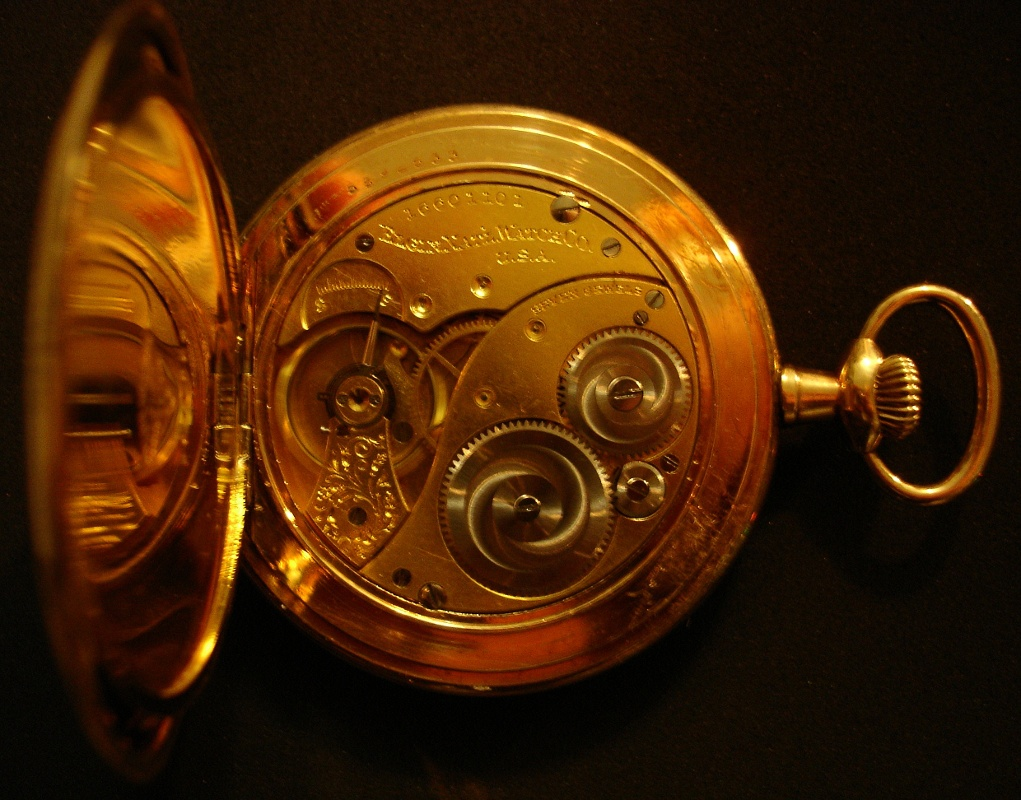
Movimiento del mismo reloj de bolsillo.
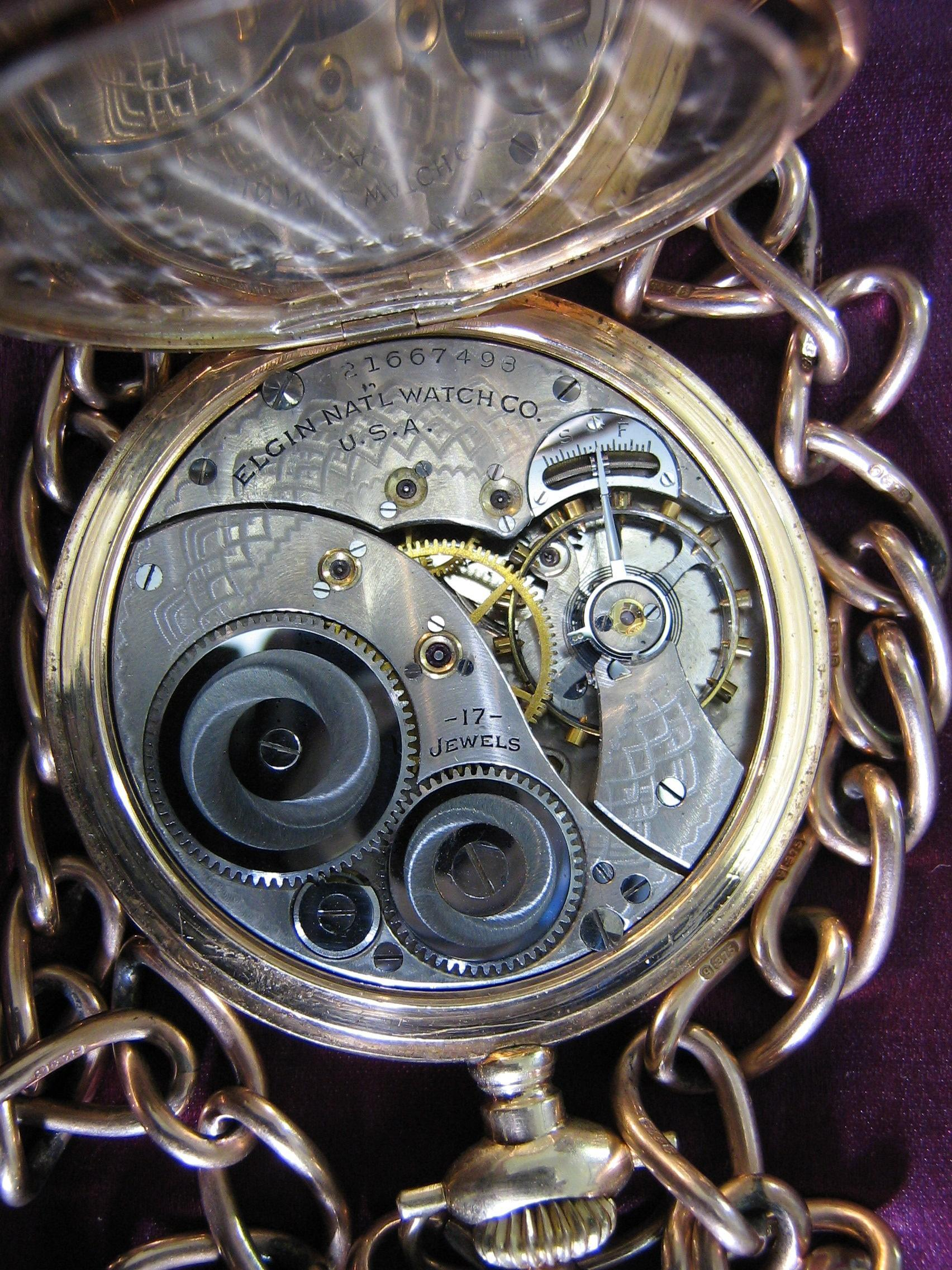
Movimiento de un reloj de bolsillo Elgin, hacia 1919, número de serie 21 667 498.